# Barszczowa Góra
Barszczowa Góra is een plaats in het Poolse district  Augustowski, woiwodschap Podlachië. De plaats maakt deel uit van de gemeente Nowinka en telt 70 inwoners.